# Bartolomeo Roverella
Bartolomeo Roverella, surnommé le cardinal de Ravenne (né à Rovigo, en Vénétie, alors dans les États pontificaux, en 1406, et mort à Ferrare le 2 mai 1476) est un cardinal italien du XVe siècle.

## Biographie
Roverella est notamment clerc de l'évêque de Modène, aumônier du patriarche d'Aquilée, secrétaire du pape Eugène IV et auditeur à la rote romaine. En 1444 il est nommé le premier évêque d'Adria et en 1445 il est promu archevêque de Ravenne. Roverella est nonce apostolique en Angleterre en 1451-1452, gouverneur d'Ombrie entre 1448 et 1451 et de Marche Picena entre 1452 et 1454, gouverneur de Viterbe. Il est aussi légat du pape Pie II dans le royaume de Naples, gouverneur de Bénévent, prévôt commendataire de S. Bartolomeo di Rovigo et abbé commendataire de Vangadizza et de S. Maria di Corazzo.
Le pape Pie II le crée cardinal lors du consistoire du 18 décembre 1461. Le cardinal Roverella est nommé légat à Pérouse en 1470 et en Marches d'Ancône en 1471. Il est camerlingue du Sacré Collège en 1476.
Roverello participe au conclaves de 1464 (élection de Paul II) et de 1471 (élection de Sixte IV).